# Krobielewko
Krobielewko (niem. Klein Krebbel) – wieś w Polsce położona w województwie lubuskim w powiecie międzyrzeckim w gminie Skwierzyna. Siedziba sołectwa.
W latach 1945–54 siedziba gminy Krobielewko. W latach 1975–1998 miejscowość administracyjnie należała do województwa gorzowskiego.

## Położenie
Wieś położona 12 km na północny zachód od Międzychodu na prawym brzegu rzeki Warty, na skraju Puszczy Noteckiej, przy drodze Świniary – Międzychód. Obok drogi do Skwierzyny urządzono duży parking leśny, odchodzi od niego na północ leśna droga do Jezierc i Lipek Wielkich.
W skład sołectwa Krobielewko wchodzi Skrzynica i Nadziejewki.

## Historia
Miejscowość pierwotnie związana była z Wielkopolską. Ma metrykę średniowieczną i istnieje co najmniej od XIV wieku. Wymieniona została po raz pierwszy w łacińskojęzycznym dokumencie z 1388 odnotowującym pochodzącego ze wsi Krobielewskiego org. „Crobielewsky". W 1391 odnotowano wieś pod nazwą "Crobielewo", 1418 "Crobyelewo", 1424 "Crebekaw", 1444 "Crobyelewo, Crobyelyewo", 1474 "Krobyelyeczewa", 1475 "Cobyechowo", 1944 "Krebbel” .
Zaczątkiem wsi była osada Krobielewo leżąca na drugim brzegu Warty. Według dokumentu z 1517 r. wieś leżała po obu stronach rzeki. W latach 1418–19 miał miejsce proces sądowy o rozgraniczenie dziedzin Korbielewko oraz Muchocina, który rozstrzygali sędziowie polubowni. Według opinii Zakonu krzyżackiego z 1424 granica między Polską, a Nową Marchią przebiegała przez pagórek, który leżał pomiędzy wsią Krobielewko, a zamkiem w Drezdenku .
W 1467 miejscowość była wsią szlachecką i leżała w powiecie poznańskim Korony Królestwa Polskiego. Wspominały ją liczne historyczne dokumenty prawne, własnościowe i podatkowe. W 1398 mieszczanin poznański Andrzej Poniecki zrezygnował z roszczeń na sumę 19 grzywien wobec poręczyciela Mikołaja Zatomskiego, którego pozwał z powodu zmarłego Wincentego Krobielewskiego z Krobielewka. W 1444 nastąpił podział dóbr pomiędzy braćmi z Zajączkowa Marcinem i Janem, którzy otrzymali wsie Goraj, Krobielewko i część Dzierzązny, oraz podstolim kaliskim Stanisławem Ostrorogiem i jego bratem Dobrogostem kasztelanem kamieńskim, którzy otrzymali wsie Strych, Świniary [k. Skwierzyny] i część Dzierzązny z dodatkiem 200 grzywien półgroszy. W 1508 wieś należała do parafii Przetoczno (obecnie Przytoczna). W 1462 Sędziwój z Niewierza, Niewierski sprzedał Zygmuntowi Zajączkowskiemu swe połowy w Przetocznie i Korbielewku wraz z prawem patronatu kościoła parafialnego w Przetocznie z zastrzeżeniem prawa do wykupu. W 1503 Jan Przetocki sprzedał połowę Krobielewka wraz z 2 łanami opustoszałymi w Przetocznie za 30 grzywien półgroszy swojej macosze Katarzynie Przetockiej, wdowie po Wojciechu Przetockim z zastrzeżeniem prawa wykupu. W 1504 Jan i Szymon, dziedzice w Przetocznie, sprzedali Mścichowi Durmowskiemu swe dziedzictwo po ojcu i matce w Korbielewku za 30 grzywien półgroszy z zastrzeżeniem prawa wykupu. W 1541 w ugodzie pomiędzy dziedzicami części w Krobielewku podano, że kmiecie mogli łowić ryby w wylewiskach rzeki Warty oraz w starorzeczach zgodnie ze zwyczajem, na wzór postanowień przywileju sołtysiego co do rybołówstwa w jeziorze Skrzynice. .
W latach 1475–1581 odnotowano pobór podatków we wsi. W 1499 wieś odnotowano w wykazie zaległości podatkowych. W 1508 miejscowość odnotowano w rejestrze poborowym jako wieś opustoszała. W 1563 miał miejsce pobór od 9 rybaków, karczmy dorocznej, dwóch komororników. W 1577 płatnikami poboru we wsi byli Jan Strzeżmiński, dziedzic Mikołaj Przetocki, Jadwiga Strzeżmińska, Krzysztof, Antoni Lukia. W 1580 odnotowano pobór od Łukasza Chraplewskiego z 1/4 łana oraz od podlegającemu mu rybaka, od Jadwigi Przetockiej płacącej podatki od trzech zagrodników, dwóch komorników, 6 groszy od trzech rybaków oraz należącej do nich niewielkiej roli. Podatki zapłacił także Dymitr Grochowski od 17 zagrodników, jednego komornika, 12 rybaków i dwóch karczmarzy. W 1581 płatnikami poboru byli Jadwiga Przetocka, Franciszek Szenech (Szeneich) oraz Jan Strzeżmiński z Trzcianki .
Podczas Potopu Szwedzi wznieśli poniżej dzisiejszej wsi drewniany most na Warcie, przy niskim stanie wody można dostrzec jego resztki po 350 latach. W 1661 r. osada otrzymała prawa olęderskie. W 1896 r. powstało tu nadleśnictwo. Tuż przed wojną z Polską w 1939 Wehrmacht wybudował kolejny drewniany most na Warcie, był to najdłuższy most drewniany w III Rzeszy, mogły po nim przejechać czołgi Panzerkampfwagen II.

## Atrakcje turystyczne
We wsi znajduje się kościół filialny z 1924 r., zabudowania niemieckiej strażnicy granicznej oraz bezstylowy dwór z końca XIX w., dawna siedziba nadleśnictwa. Obok dworu i kościoła rosną pomnikowe dęby, sosny i lipy. W Krobielewku przetrwało stare budownictwo wiejskie (drewniane i szachulcowe domy). W centrum wsi stoi kompozycja rzeźbiarska z kamieni polnych, drewna i opon zwana Głazem Edka.
Na cmentarzu znajduje się stara kwatera ewangelicka, a także polsko-niemiecka tablica pamięci mieszkańców Krobielewka/Klein Krebbel - ofiar II wojny światowej, którzy zginęli 30 stycznia 1945 r.: Friedel, Cecilie, Leo Bartoschek, Josef, Hedwig, Maria, Bernhardt Jungbluth, Paul Lehmann i Anna Schulzik. W centrum wsi, obok kościoła, znajduje się drugi cmentarz ewangelicki zamieniony na lapidarium.

## Galeria

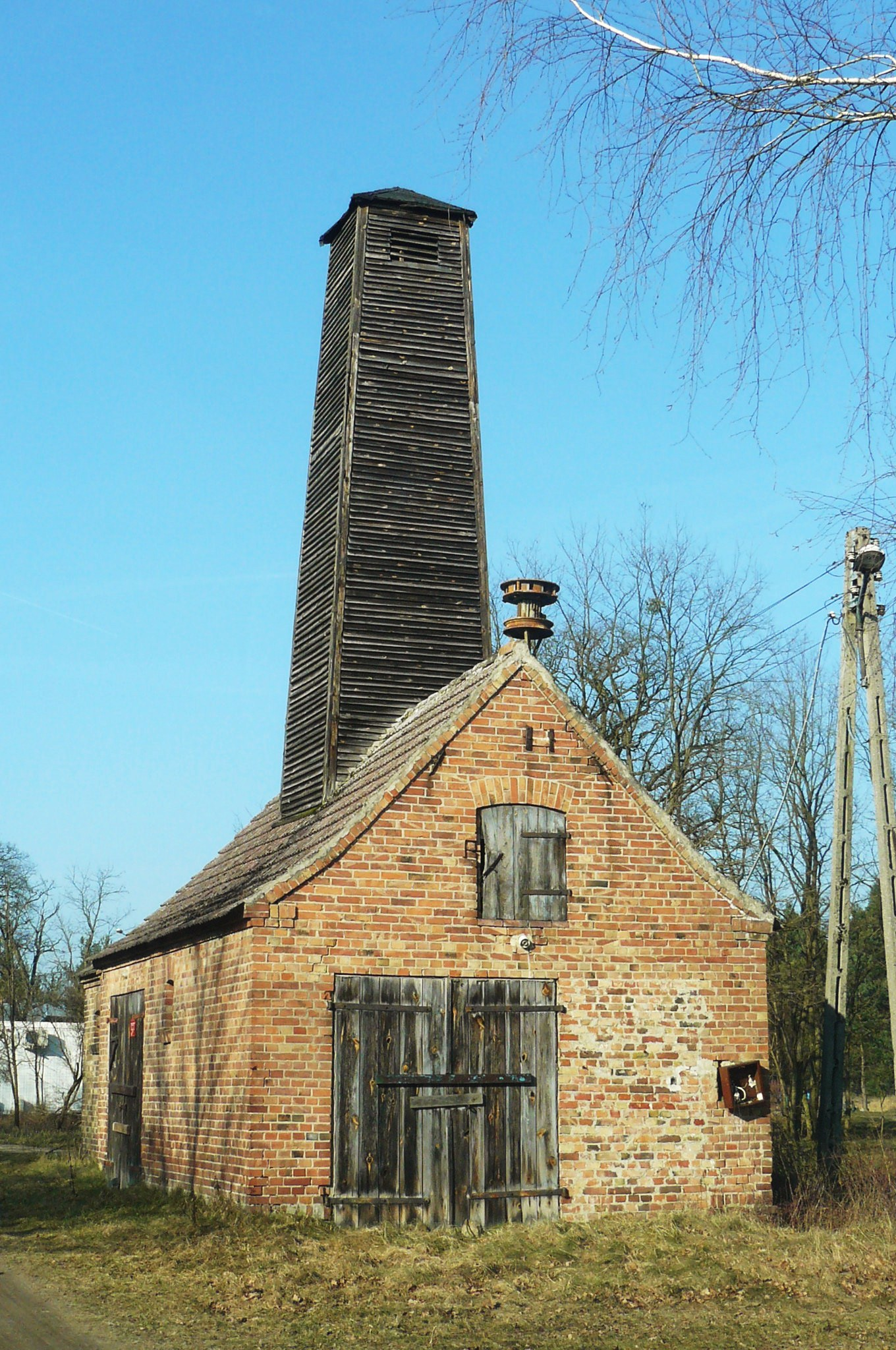
Remiza
Groby protestanckie
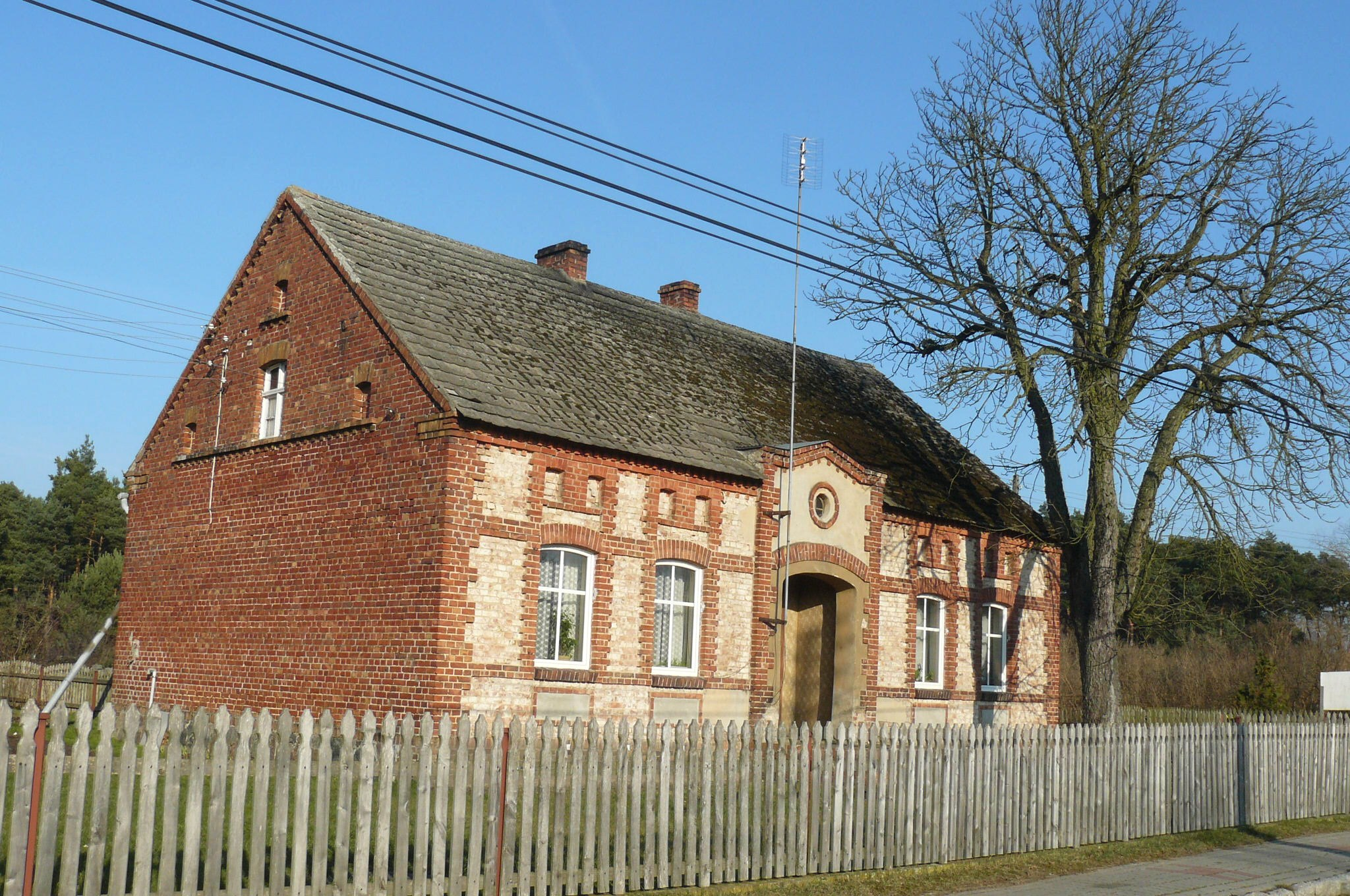
Stary dom
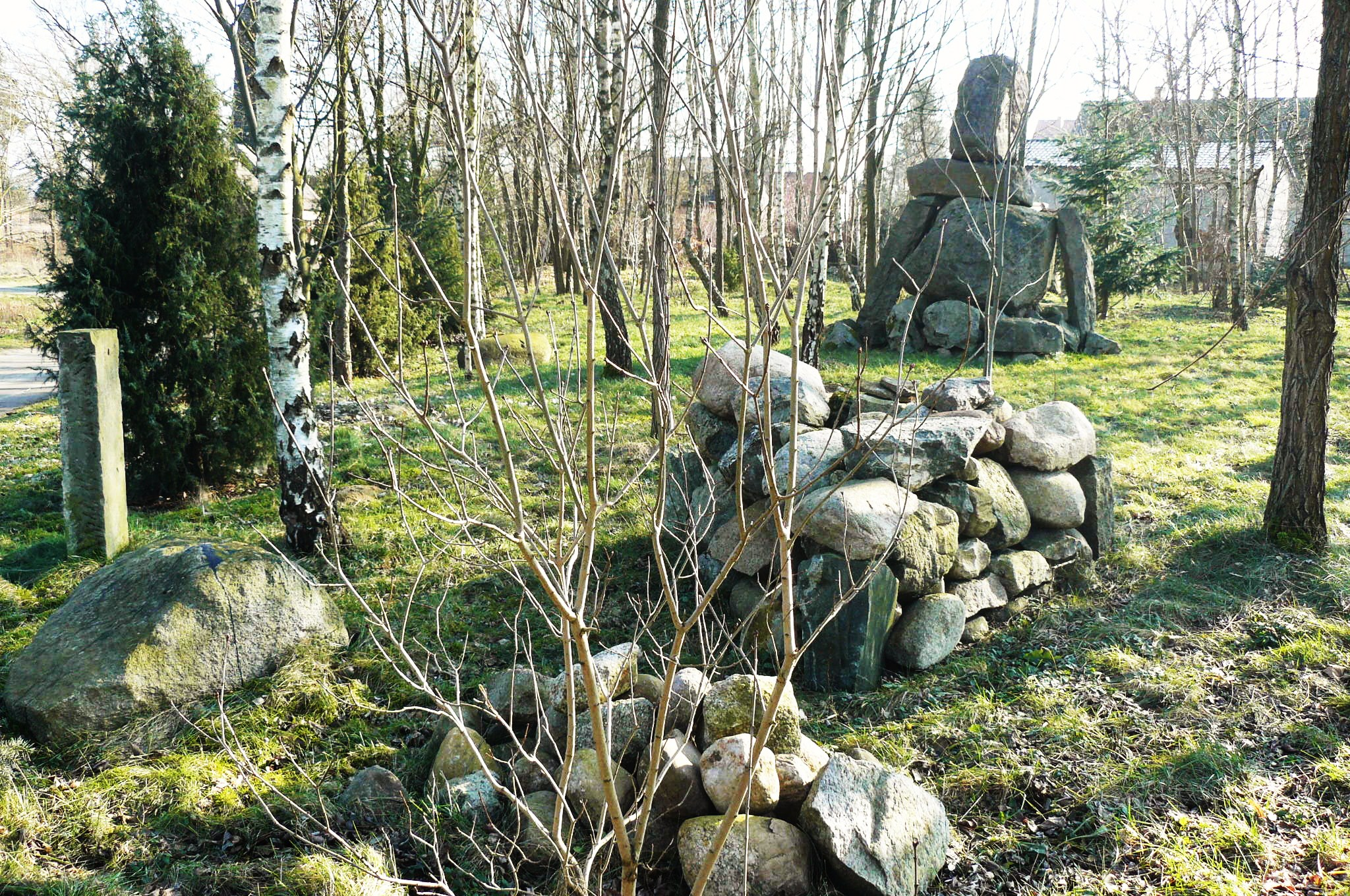
Głaz Edka
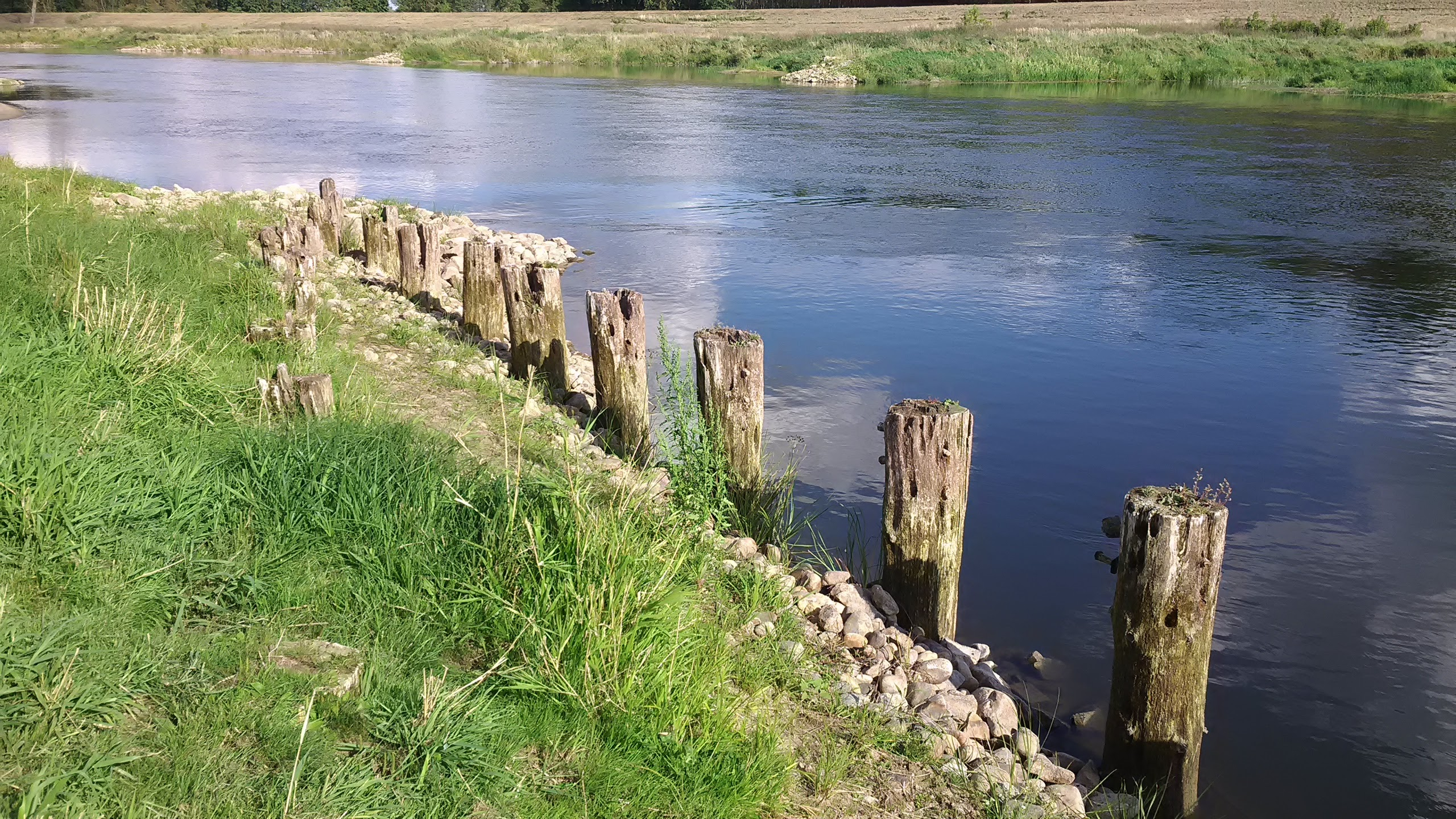
Pozostałości mostu oddanego do użytku w latach 30. XX w.